# Thérèse Schwartze
Thérèse Schwartze, née le 20 décembre 1851 et morte le 23 décembre 1918, est une peintre hollandaise de portraits.

## Biographie

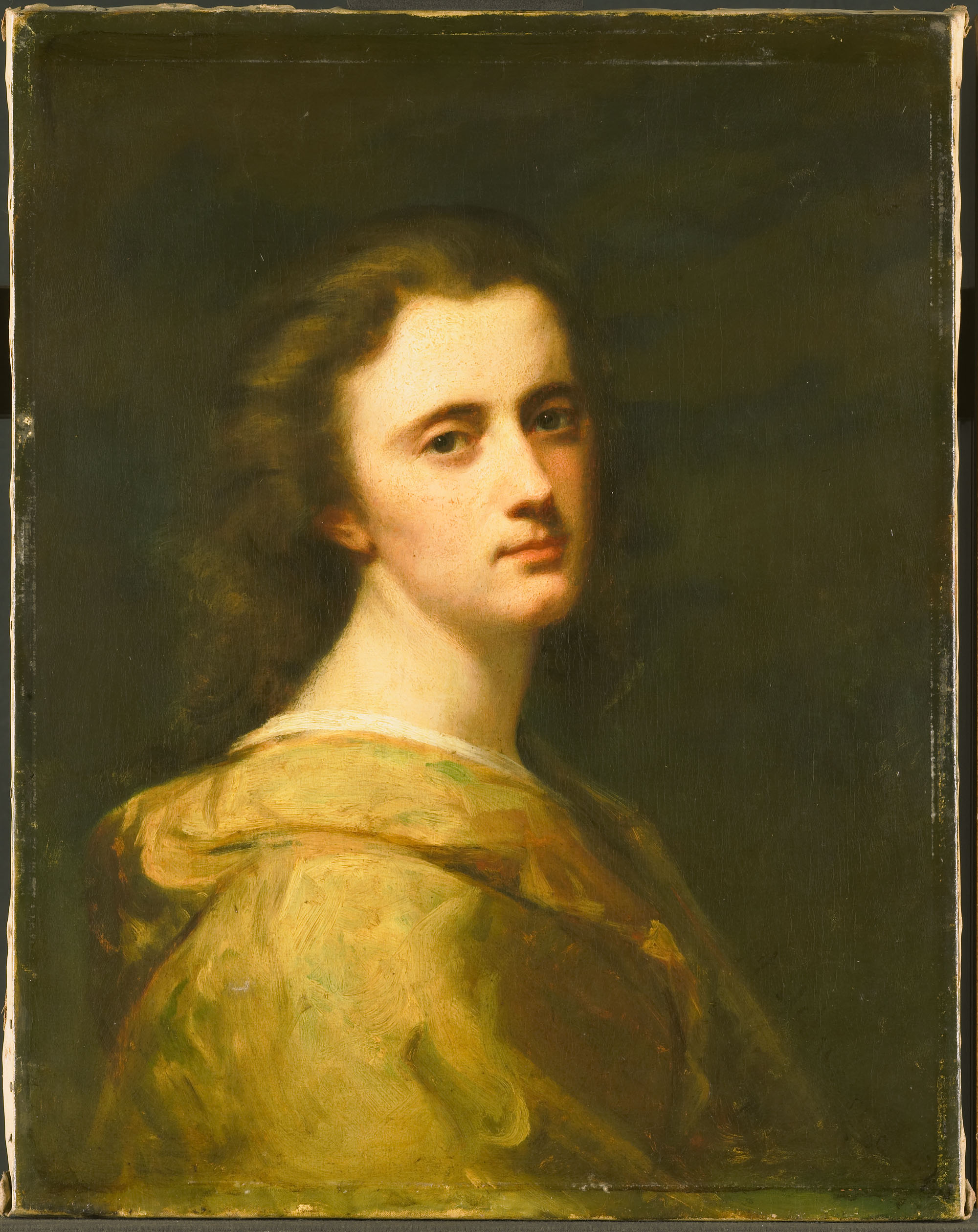
Thérèse Schwartze à 16 ans par son père.

Thérèse Schwartze est née le 20 décembre 1851 à Amsterdam aux Pays-Bas. Elle est la fille du peintre Johan Georg Schwartze, qui avait grandi à Philadelphie et s'était formé à Düsseldorf.
Elle reçoit sa première formation auprès de son père, avant d'étudier pendant un an à la Rijksacademie van Beeldende Kunsten. Ensuite, elle se rend à Munich et étudie sous la direction de Gabriel Max et de Franz von Lenbach. En 1879, elle se rend à Paris pour poursuivre ses études auprès de Jean-Jacques Henner. Quand elle retourne à Amsterdam, elle devient membre de la société d'artistes plasticiens Arti et Amicitiae.

### Décès

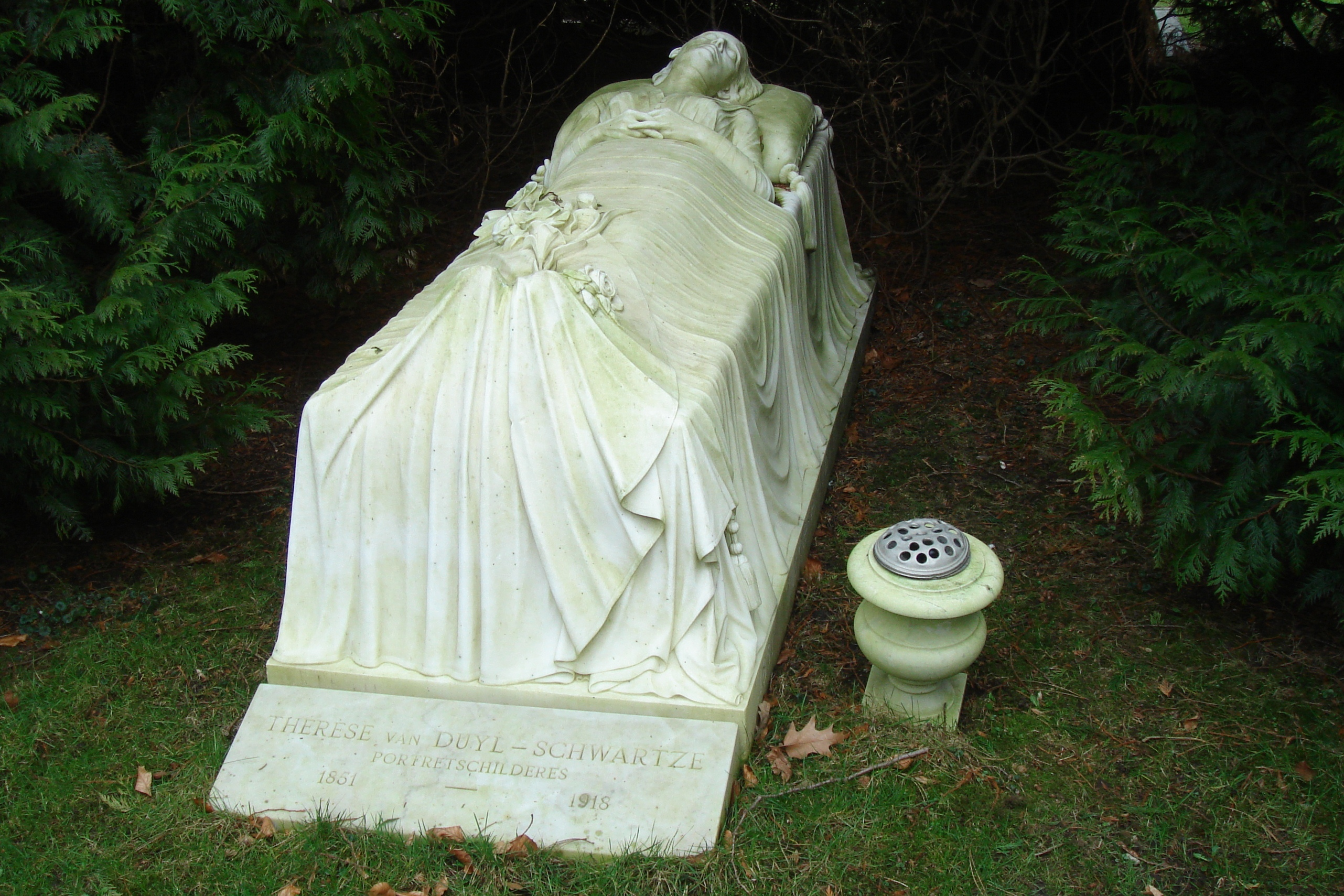
Tombe de Thérèse par Georgine, aujourd'hui, un monument national.

Le 22 juillet 1918, son mari, Anton van Duyl, meurt. Comme Thérèse Schwartze était en mauvaise santé à l'époque (et essayait de le cacher), la mort de son mari a été un choc qu'elle ne pouvait pas surmonter facilement. Elle meurt à Amsterdam le 23 décembre 1918 d'une maladie soudaine.
Elle est inhumée au cimetière de Zorgvlied à Amsterdam. Plus tard, elle est inhumée au cimetière Nieuwe Ooster à Amsterdam, où sa sœur a créé un monument en sa mémoire, modelé d'après son masque de mort, qui est maintenant considéré comme un monument national.

## Œuvres
Ses portraits, principalement de l'élite d'Amsterdam, sont remarquables pour l'excellence du dessin de personnages, une largeur et une vigueur de manipulation et une richesse de pigment. Elle signe ses œuvres « Th. Schwartze » et se marie à la fin de sa vie en 1906 à Anton van Duyl, après quoi elle signe ses œuvres « Th. V Duyl.Schwartze ».
Elle est l'une des rares femmes peintres à être honorée par une invitation à apporter ses portraits à la salle des peintres à la Galerie Uffizi de Florence. Certaines de ses meilleures œuvres, notamment un portrait de Petrus Jacobus Joubert, et Trois pensionnaires de l'orphelinat d'Amsterdam, se trouvent au Rijksmuseum, et une autre intitulée Cinq orhelines d'Amsterdam au musée Boijmans Van Beuningen à Rotterdam. Sa nièce Lizzy Ansingh, qu'elle a peinte quelques fois, est également devenue peintre. Sa sœur Georgine Schwartze est devenue sculptrice. Elle a vécu avec sa famille élargie au 1091 Prinsengracht à Amsterdam et a peint ses camarades en 1915.

### Œuvres de Thérèse Schwartze par musées

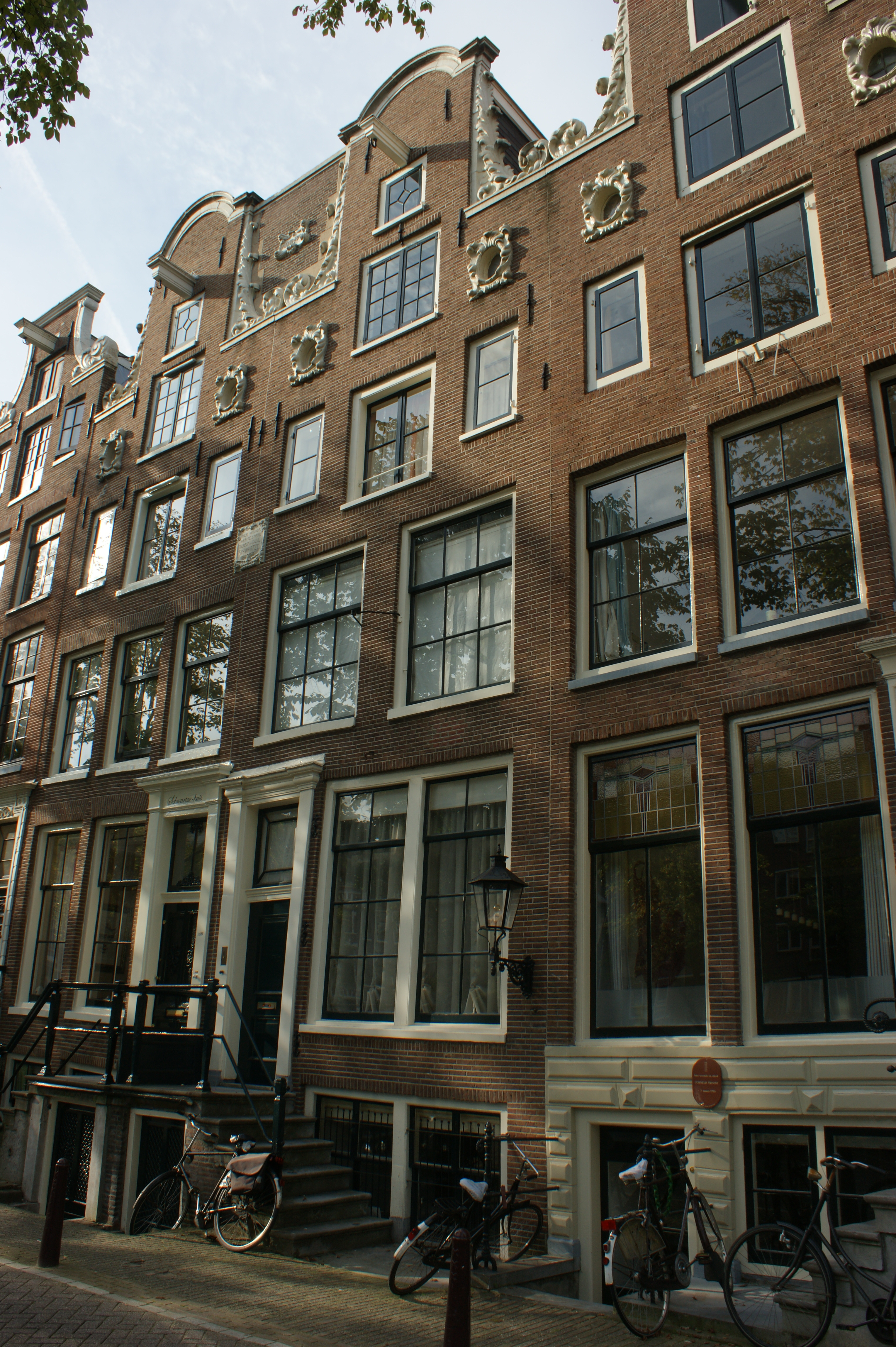
Sa maison sur le Prinsengracht.

- Antiquaire juif, Joods Historisch Museum
- Portrait de Mozes de Vries van Buren, Joods Historisch Museum
- Portrait de Abraham Carel Wertheim, Joods Historisch Museum
- Portrait de P. M. Wertheim-Wertheim, Joods Historisch Museum
- Portrait de Dr. J.L. Dusseau (1870), Rijksmuseum
- Jeune femme italienne avec le chien Puck (1879), Rijksmuseum
- Portrait de Peter Marius Tutein Nolthenius (1879/1880), Rijksmuseum
- Portrait de Frederik Daniël Otto Obreen (1883), Rijksmuseum
- Trois pensionnaires de l'orphelinat d'Amsterdam (1885), Rijksmuseum
- Portrait de Dr. P.J.H. Cuypers (1885), Rijksmuseum
- Portrait d'Alida Elisabeth Grevers (1889), Rijksmuseum
- Portrait de Piet Joubert (1890), Rijksmuseum
- Portrait de Paul Joseph Constantin Gabriël (1899), Rijksmuseum
- Portrait d'Amelia Eliza van Leeuwen (1900), Rijksmuseum
- Portrait de Lizzie Ansingh (1902), Rijksmuseum
- Portrait de Maria Catharina Josephine Jordan (1902), Rijksmuseum
- Portrait de C.M van der Goot-Mabé Grevingh (1883), Teylers Museum
- Plusieurs dessins, université de Leyde
- Portrait du Prof Adriaan Heynsius (1883), université de Leyde
- Portrait du Prof Gustaaf Schlegel (c.1900), université de Leyde
- Portrait du Prof A.P.N. Franchimont (1899), université de Leyde
- Portrait du Prof. M.J. de Goeje (c.1905), université de Leyde
- Portrait du Prof Blok (1914), université de Leyde

## Galerie

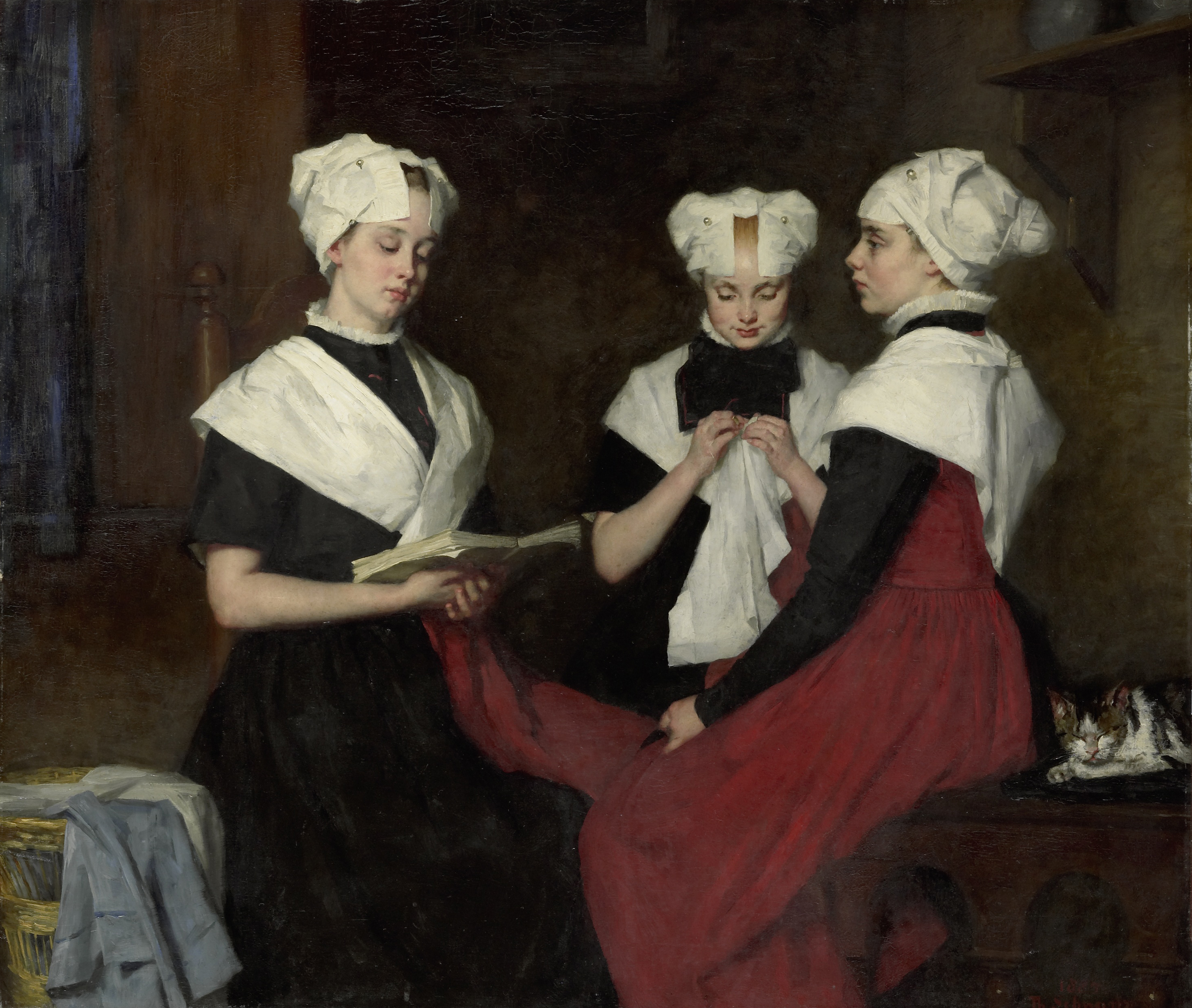
Trois pensionnaires de l'orphelinat d’Amsterdam (1885)
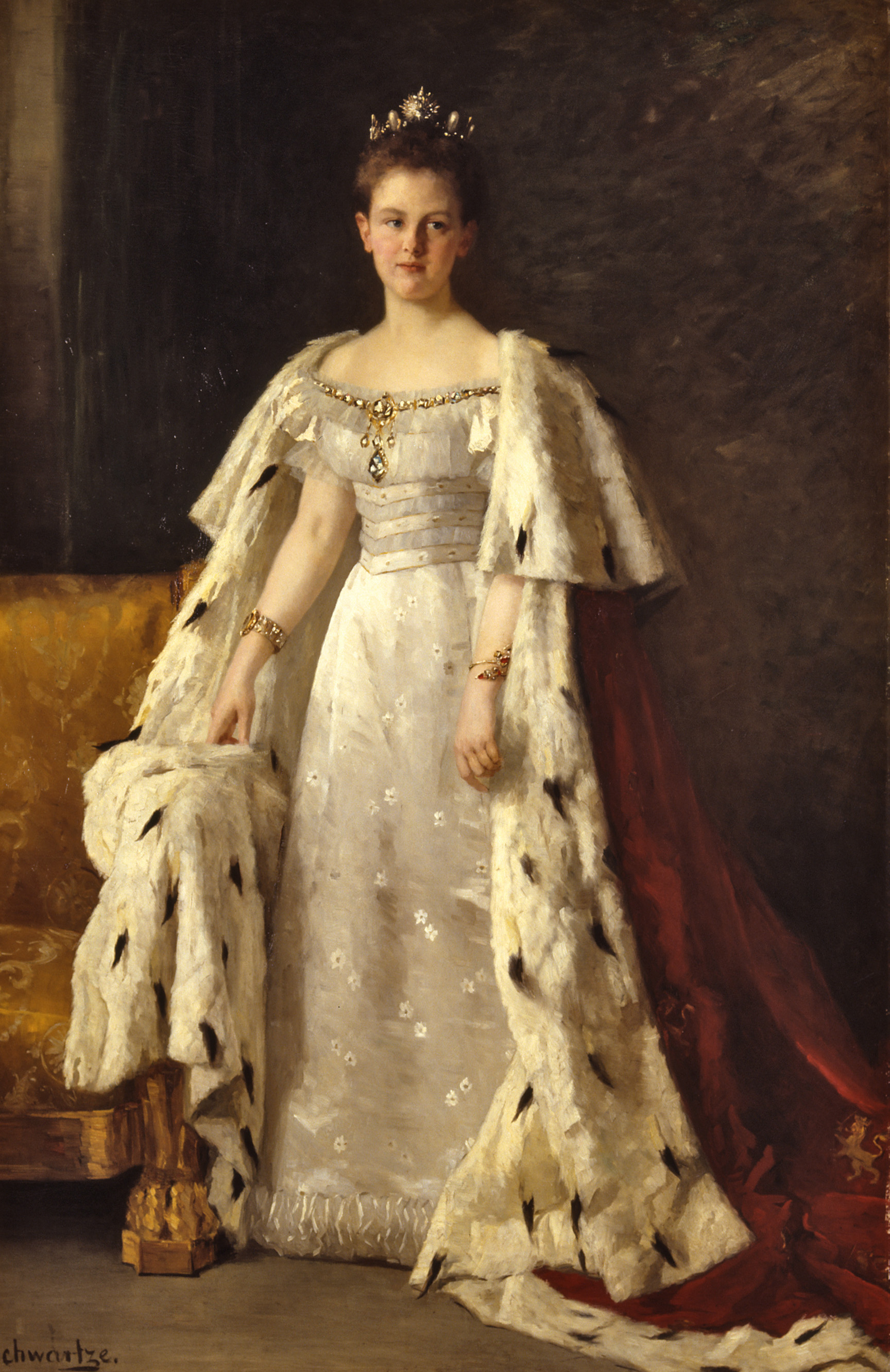
La reine Wilhelmine (1898)
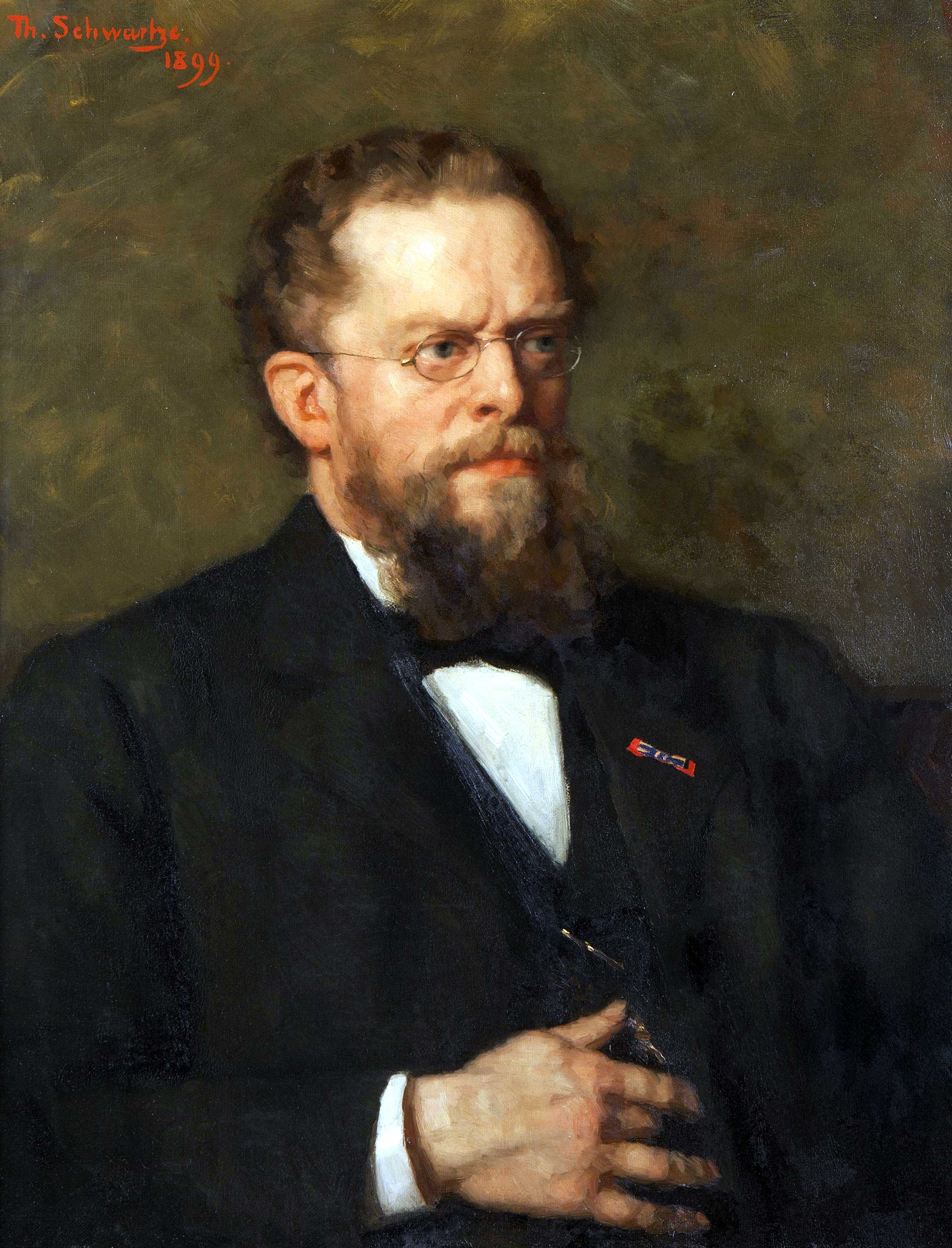
Prof. Franchimont (1899)
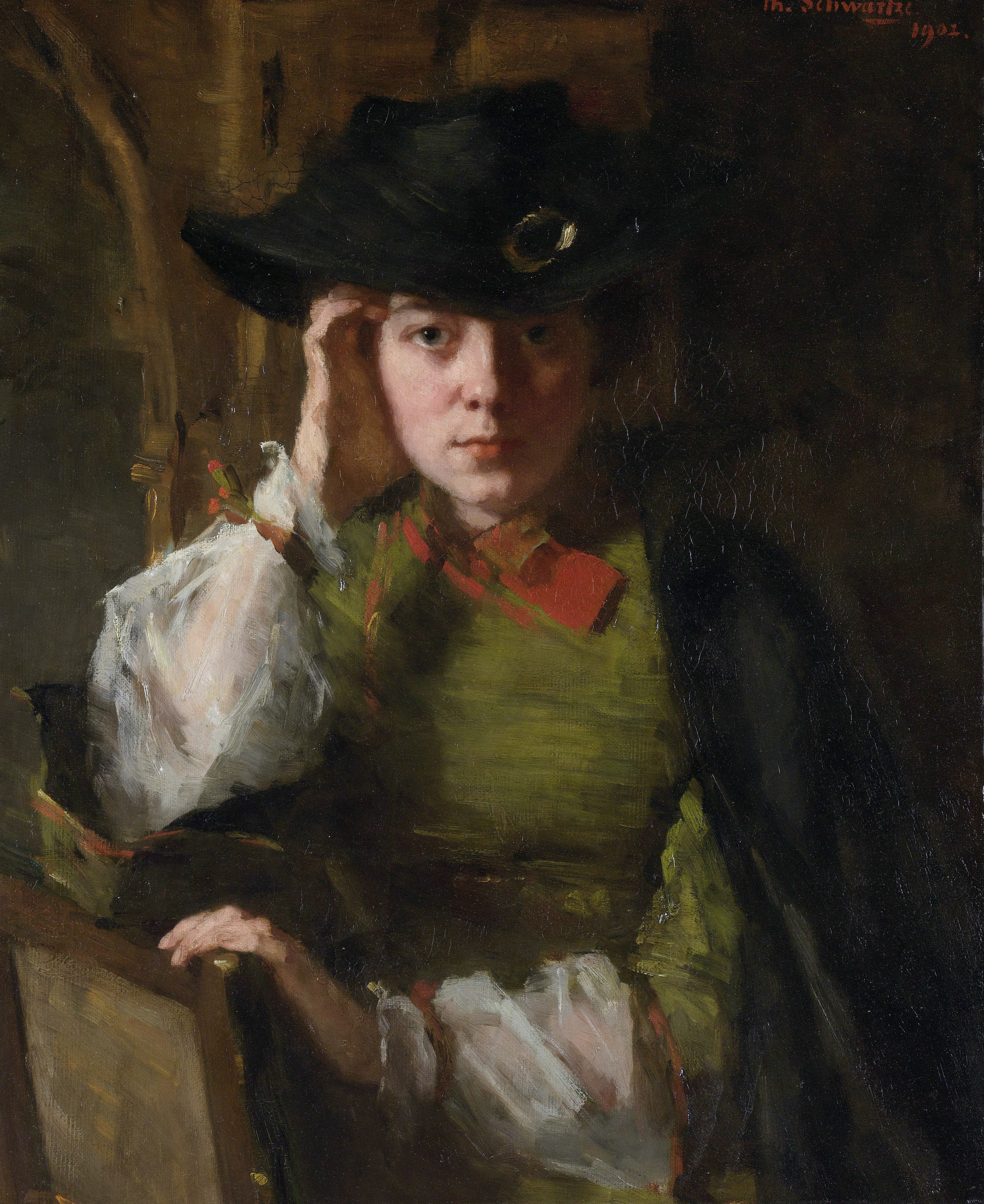
Portrait de Lizzy (1902)
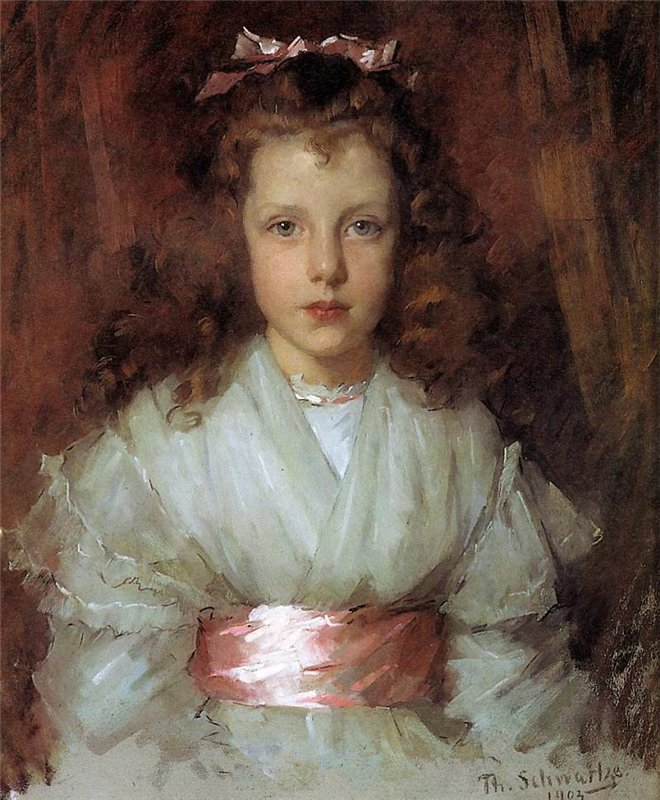
Portrait de Geradine Marguerite van Hardenbroek (1903)
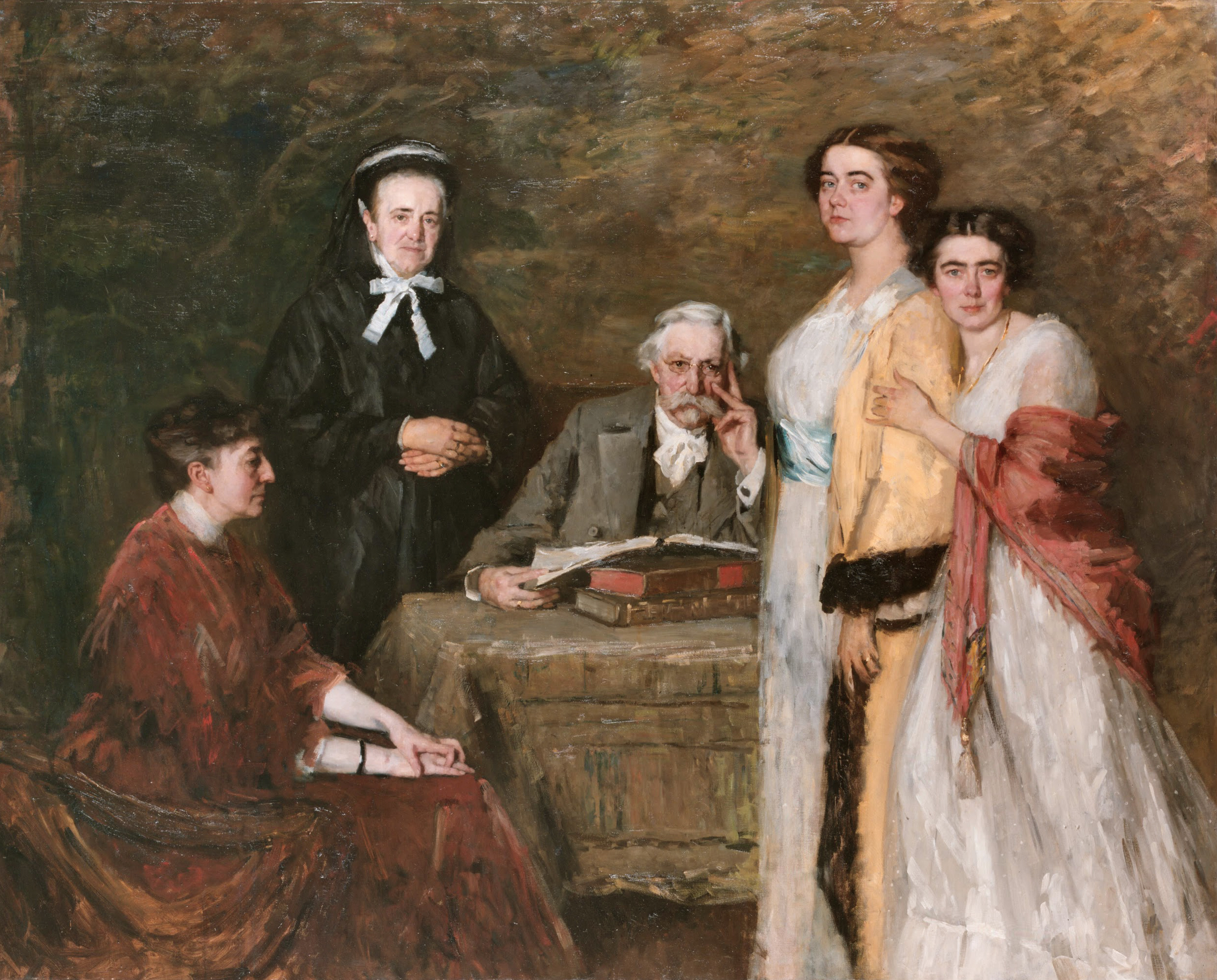
Mes compagnons de résidence (1915)
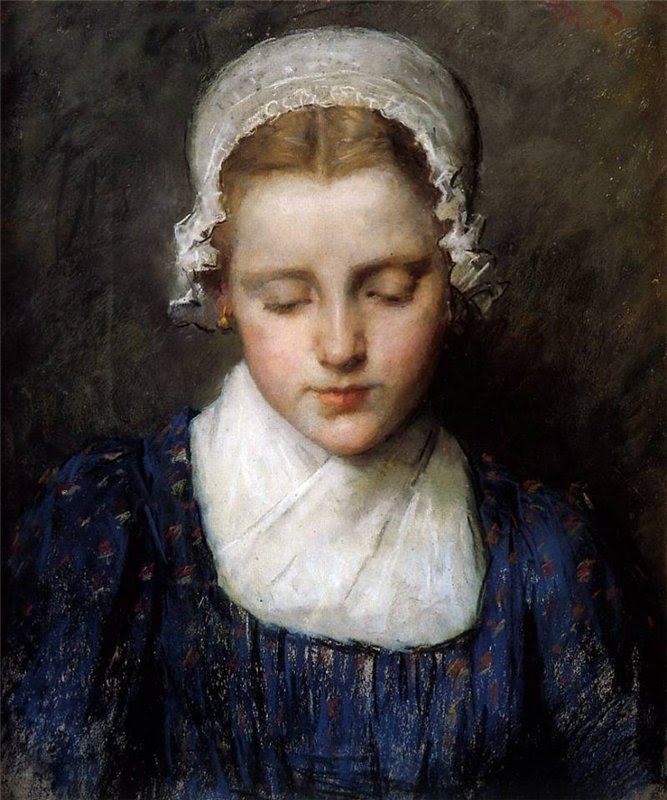
Portrait d'une fille (1918)
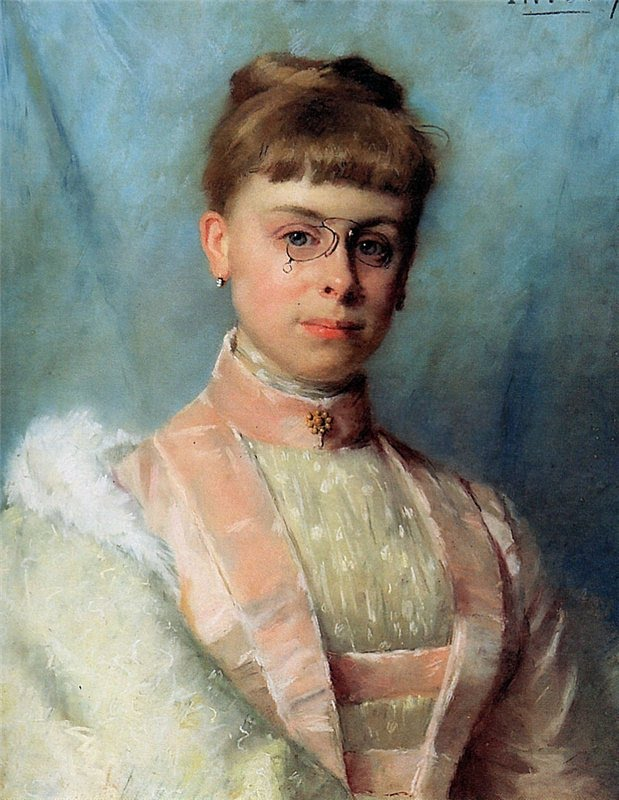
Portrait de Johanna Eugenia Theadora Van Hoorn Schouwe (1918)
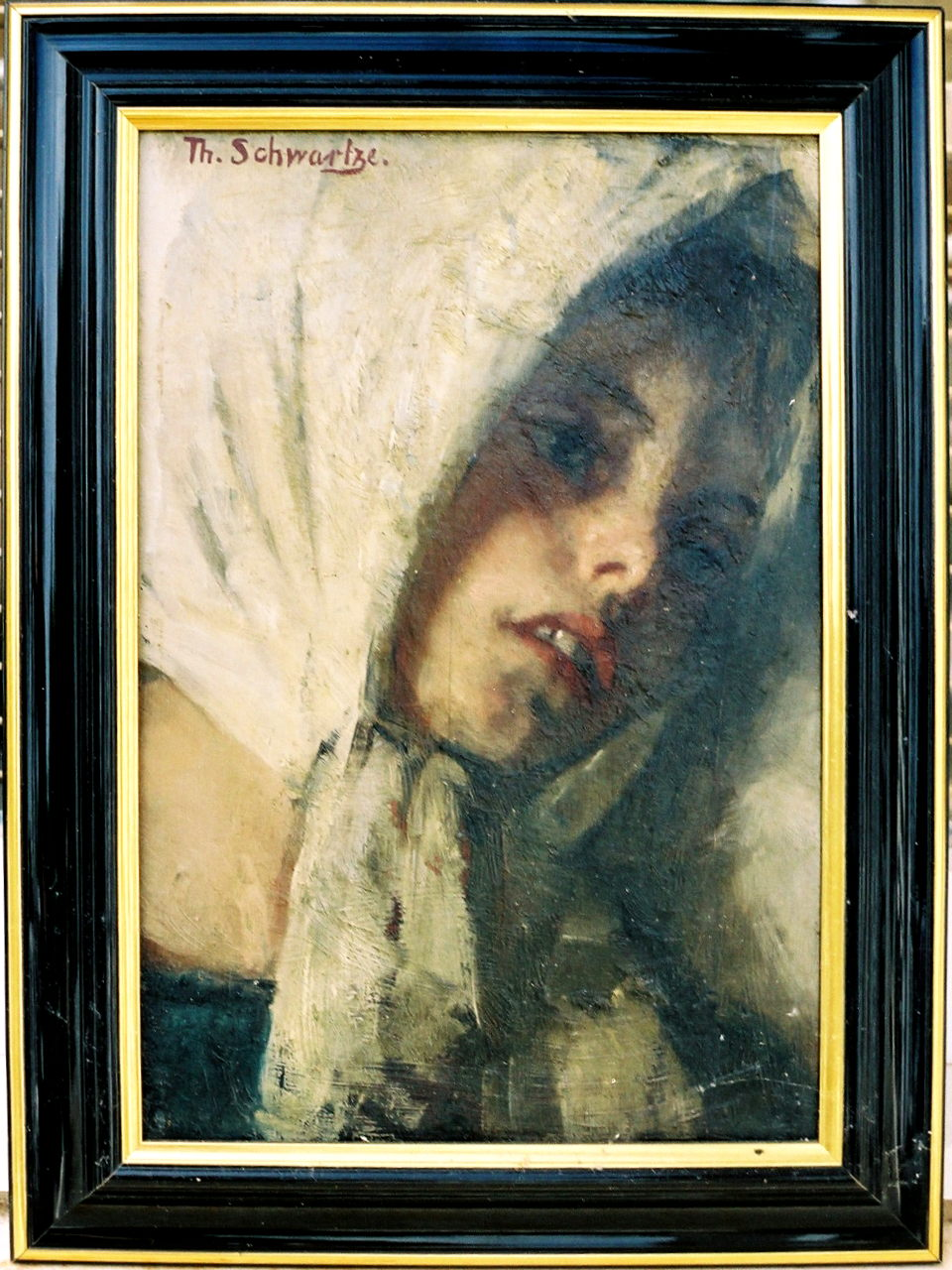
Jeune fille au fichu